# فوتبال در قرقیزستان
فوتبال پرطرفدارترین ورزش در قرقیزستان است. این ورزش در این کشور توسط فدراسیون فوتبال قرقیزستان اداره می‌شود. این نهاد تیم ملی فوتبال قرقیزستان و همچنین لیگ قرقیزستان را اداره می‌کند.